# Ngữ tộc Cushit
Ngữ tộc Cushit là một nhánh của ngữ hệ Phi-Á được sử dụng chủ yếu tại Sừng châu Phi (Somalia, Eritrea, Djibouti, và Ethiopia), Thung lũng Nin (Sudan và Ai Cập), và một số phần của vùng Hồ Lớn châu Phi (Tanzania và Kenya). Nhóm ngôn ngữ này được đặt tên theo nhân vật Cush trong kinh thánh.
Ngôn ngữ Cushit phổ biến nhất là tiếng Oromo (tính tất cả các dạng và phương ngữ) với chừng 35 triệu người nói, theo sau là tiếng Somali với 18 triệu người nói, và tiếng Sidamo với 3 triệu người nói. Những ngôn ngữ Cushit với hơn một triệu người sử dụng là tiếng Afar (1,5 triệu) và tiếng Beja (1,2 triệu). Tiếng Somali, một trong các ngôn ngữ chính thức của Somalia, là ngôn ngữ Cushit duy nhất có tình trạng chính thức ở bất kỳ quốc gia nào. Dùng với tiếng Afar, nó cũng là một trong số các ngôn ngữ quốc gia của Djibouti.

## Phân loại
Các nhánh sau được được xếp vào ngữ tộc Cushit:
- Beja (Bắc)
- Trung Cushit (Agaw)
- Dullay
- Đông Cushit Cao nguyên (Sidamo)
- Đông Cushit Đất thấp
- Nam Cushit

Hai nhánh Đông Cushit thường được gộp chung với Dullay thành một nhóm Đông Cushit duy nhất.
| Greenberg (1963) | Newman (1980)                                        | Fleming (sau-1981)                                                  | Ehret (1995)                                                                |
| --- | ---------------------------------------------------- | ------------------------------------------------------------------- | --------------------------------------------------------------------------- |
| - Phi-Á - Cushit - Bắc Cushit (bằng với Beja) - Trung Cushit - Đông Cushit - Tây Cushit (bằng với Omo) - Nam Cushit | - Phi-Á - Cushit (trừ Omotic)                        | - Phi-Á - Omotic - Erythrae - Cushit - Ongota - Phi-Ethiopia - Beja | - Phi-Á - Cushit - Beja - Agaw - Đông-Nam Cushit - Đông Cushit - Nam Cushit |
| Orel & Stobova (1995)                                                                                               | Diakonoff (1996)                                     | Militarev (2000)                                                    | Ethnologue (2013)                                                           |
| - Phi-Á - Cushit - Omotic - Beja - Agaw - Sidamo - Đông Đất thấp - Rift                                             | - Phi-Á - Đông-Tây Phi Á - Cushit (Không gồm Omotic) | - Phi-Á - Nam Phi Á - Omotic - Cushit                               | - Phi-Á - Cushit - Trung - Đông - Bắc - Nam                                 |